# Cotton Plant
Cotton Plant är en ort i Woodruff County i Arkansas. Vid 2010 års folkräkning hade Cotton Plant 649 invånare.

## Kända personer från Cotton Plant
- Pearl Peden Oldfield, politiker
- Sister Rosetta Tharpe, musiker